# Temporary Home
«Temporary Home» (англ. Тимчасовий дім) — другий сингл третього студійного альбому американської кантрі-співачки Керрі Андервуд — «Play On». В США пісня вийшла 20 жовтня 2009. Пісня написана Люком Лердом, Заком Мелоєм та Андервуд; спродюсована Марком Брайтом. Музичне відео зрежисоване Дітоном Фланігеном; відеокліп вийшов 4 лютого 2010.

## Зміст
Пісня має три куплети. Перший розповідає історію 6-річного хлопчика, який живе в нерідній родині; другий — про матір, яка намагається знайти роботу, щоб прогодувати себе і свою дитину; фінальний куплет — про вмираючу людину, яку оточили його рідні. В приспіві знаходяться слова, які кажуть, що їх теперішнє місце знаходження — це лише тимчасовий будинок.

## Музичне відео
Відеокліп зрежисовано Дітоном Фланігеном. Зйомки проходили у місті Нашвілл штату Тенессі. Прем'єра музичного відео відбулася 4 лютого 2010 на каналі CMT. Станом на травень 2018 музичне відео мало 35 мільйонів переглядів на відеохостингу YouTube.
В кліпі показується Андервуд, яка прямує у лікарню до свого дідуся, який помирає. По дорозі вона зустрічається із хлопчиком із системи усиновлення і жінкою, яка намагається знайти роботу для прогодування себе і своєї дочки.

## Виконання вживу
16 листопада 2009 Андервуд виконала пісню на шоу The Tonight Show with Conan O'Brien. 26 грудня 2009 Андервуд виконала «Temporary Home» на спеціальному епізоді Home for the Holidays.

## Список пісень
| #  | Назва            | Тривалість |
| -- | ---------------- | ---------- |
| 1. | «Temporary Home» | 4:28       |

## Нагороди і номінації

### 53rd Grammy Awards
| Рік  | Номіновано       | Нагорода                              | Результат |
| ---- | ---------------- | ------------------------------------- | --------- |
| 2010 | "Temporary Home" | Best Female Country Vocal Performance | Номінація |

### 16th Inspirational Country Music Awards
| Рік  | Номіновано       | Нагорода                                          | Результат |
| ---- | ---------------- | ------------------------------------------------- | --------- |
| 2010 | "Temporary Home" | Inspirational Music Video of the Year             | Перемога  |
| 2010 | "Temporary Home" | Inspirational Mainstream Country Song of the Year | Номінація |

### 2010 CMT Music Awards
| Рік  | Номіновано                                  | Нагорода                    | Результат |
| ---- | ------------------------------------------- | --------------------------- | --------- |
| 2010 | "Temporary Home" (from CMT Invitation Only) | CMT Performance of the Year | Перемога  |

### 2010 CMA Triple-Play Awards
| Рік  | Номіновано       | Нагорода                                                         | Результат |
| ---- | ---------------- | ---------------------------------------------------------------- | --------- |
| 2010 | "Temporary Home" | Triple-Play Songwriter (разом із "Cowboy Casanova" та "Undo It") | Перемога  |

### 2011 BMI Awards
| Рік  | Номіновано       | Нагорода               | Результат |
| ---- | ---------------- | ---------------------- | --------- |
| 2011 | "Temporary Home" | Songwriter of the Year | Перемога  |

## Чарти
Тижневі чарти
| Чарт (2009-10)                   | Місце |
| -------------------------------- | ----- |
| Canadian Hot 100                 | 65    |
| Canadian Country                 | 2     |
| U.S. Billboard Hot 100           | 41    |
| U.S. Billboard Hot Country Songs | 1     |
| U.S. Billboard Christian Songs   | 34    |

Річні чарти
| Чарт (2010)                      | Місце |
| -------------------------------- | ----- |
| U.S. Billboard Hot Country Songs | 25    |

## Продажі
До виходу пісні як офіційного синглу, у якості промо-синглу було продано 31,000 копій.
| Країна     | Сертифікація (таблиця продажів та сертифікатів) | Продажі    |
| ---------- | ----------------------------------------------- | ---------- |
| США (RIAA) | Платина                                         | +1,000,000 |

## Історія релізів
| Регіон | Дата           | Формат               | Лейбл            |
| ------ | -------------- | -------------------- | ---------------- |
| США    | 20 жовтня 2009 | Цифрове завантаження | Arista Nashville |
| Канада | 20 жовтня 2009 | Цифрове завантаження | Sony Music       |